# 伊藤雅彦 (実業家)
伊藤 雅彦（いとう まさひこ、1957年9月1日 - ）は、日本の実業家。株式会社フジクラ代表取締役社長。元一般社団法人日本電線工業会会長。

## 人物・経歴
福井県越前市出身。1980年静岡大学工学部卒業。1982年静岡大学大学院工学研究科修了、藤倉電線入社。2005年ビスキャス電力事業部電力ケーブル製造部長。2011年フジクラ新規事業推進センター超電導事業推進室長。2013年フジクラ執行役員。2014年フジクラ常務執行役員新規事業推進センター超電導事業推進室長、エネルギー・情報通信カンパニー副統括。2015年フジクラ取締役常務執行役員エネルギー・情報通信カンパニー副統括、エネルギー・情報通信カンパニー長。2016年フジクラ代表取締役社長。日本電線工業会会長。
社長在任中、フジクラは品質不正が発覚し、伊藤は「ご迷惑とご心配をおかけし、深くおわび申し上げます」と謝罪した。